# Новий (Калінінградська область)
Новий (рос. Новый) — селище Гур'євського міського округу, Калінінградської області Росії. Входить до складу Кутузовського сільського поселення.
Населення —  159 осіб (2015 рік). 

## Населення
| 2002 | 2010 |
| ---- | ---- |
| 138  | ↗159 |